# Los Adaes
Los Adaes var residensstad i den spanska provinsen Texas 1729-1772. Den låg i vad som nu är Natchitoches Parish, Louisiana.  Samhället som hade omkring 500 invånare bestod av missionsstationen San Miguel de Linares och presidion Nuestra Señora del Pilár.

## Tillkomst
Missionsstationen anlades 1717 men övergavs 1719. Den återupprättades 1721 samtidigt som presidion grundades. Syftet med samhället var att förhindra fransk expansion in på spanskt område, genom att kristna de lokala indianerna och göra dem till den spanska kronans trogna undersåtar. 1729 utsågs samhället till residensstad i provinsen Texas. Garnisonen minskades till 60 soldater därför att den lokala caddoindianska befolkningen var vänligt inställd och fiender till spanjorernas fiender lipanapacherna. 

## Ekonomi
Los Adaes och andra spanska missioner och garnisoner i östra Texas låg isolerade från resten av provinsen och fick försörjas med livsmedel genom handel med franska Louisiana. En livlig illegal handel med kontraband ägde även rum över gränsen. Den spanska eller hispaniserade befolkningen livnärde sig på boskapsskötsel, järnsmide och hjortskinnshandel med indianerna.

## Nedläggning
Efter att Louisiana övergått till Spanien 1762 fanns inte längre behov av en ecklesiastisk eller militär spansk närvaro i östra Texas. San Antonio de Béxar blev ny residensstad 1772 och befolkningen i Los Adaes beordrades att flytta dit. Men befolkningen förblev dock inte i San Antonio utan flyttade tillbaka till östra Texas där de grundade staden Nacogdoches.